# Слепянская водная система
Слепянская водная система (бел. Сляпянская водная сістэма) — водная система в составе Вилейско-Минской водной системы.

## География
Протяжённость канала в черте города — 22 км. Объём воды — 3,1 млн м³. Площадь зеркала — 122,4 га. Количество каскадов — 13.
Пересечение этой водной системы перегоном Автозаводской линии Минского метрополитена между станциями «Тракторный завод» и «Пролетарская» выполнено с выходом части этого перегона на уровень поверхности земли. Общность водной системы обеспечена водоводом, поверх которого проложены перегонные тоннели, закрытые сверху земляной насыпью-валом. Перегон между этими двумя станциями самый длинный в Минском метро. Его длина — 2193 м.

## История
Река Слепня (Слепянка) и поселения, производные от этого топонима, упоминаются в документах с XVI века. Территория по берегам реки с начала XIX в. принадлежала известному белорусскому шляхетскому роду Ваньковичей.
В начале 30-х годов XX в. в пойме Слепни находилась опытная картофельная станция.
Строительство Слепянской водной системы на базе р. Слепни началось в 1981 году после окончания строительства водохранилищ Криница, Дрозды.
Головное сооружение — Цнянское водохранилище — начали заполнять в 1982 году. Слепянская система была закончена в 1985 году.

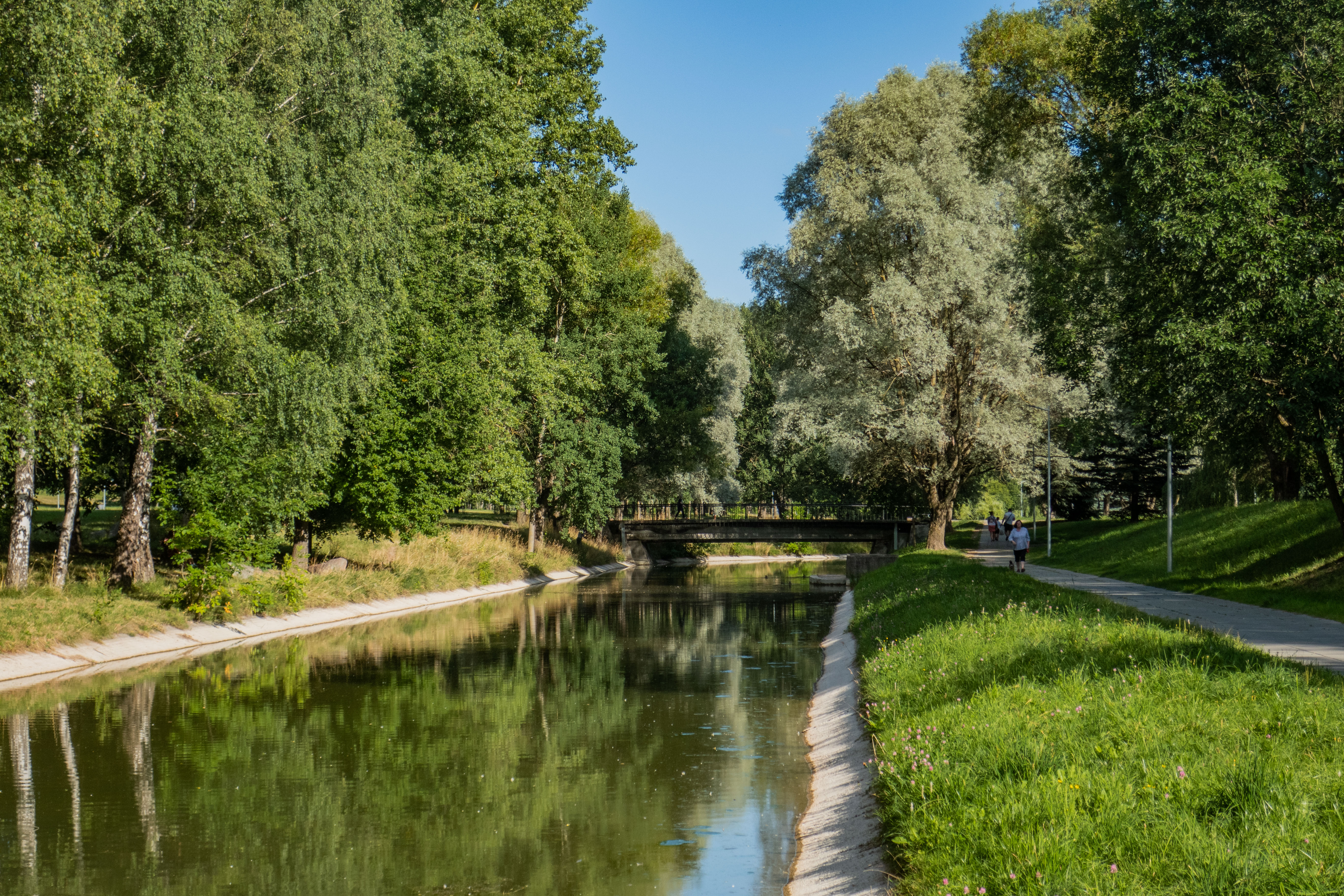
В микрорайоне Зелёный Луг
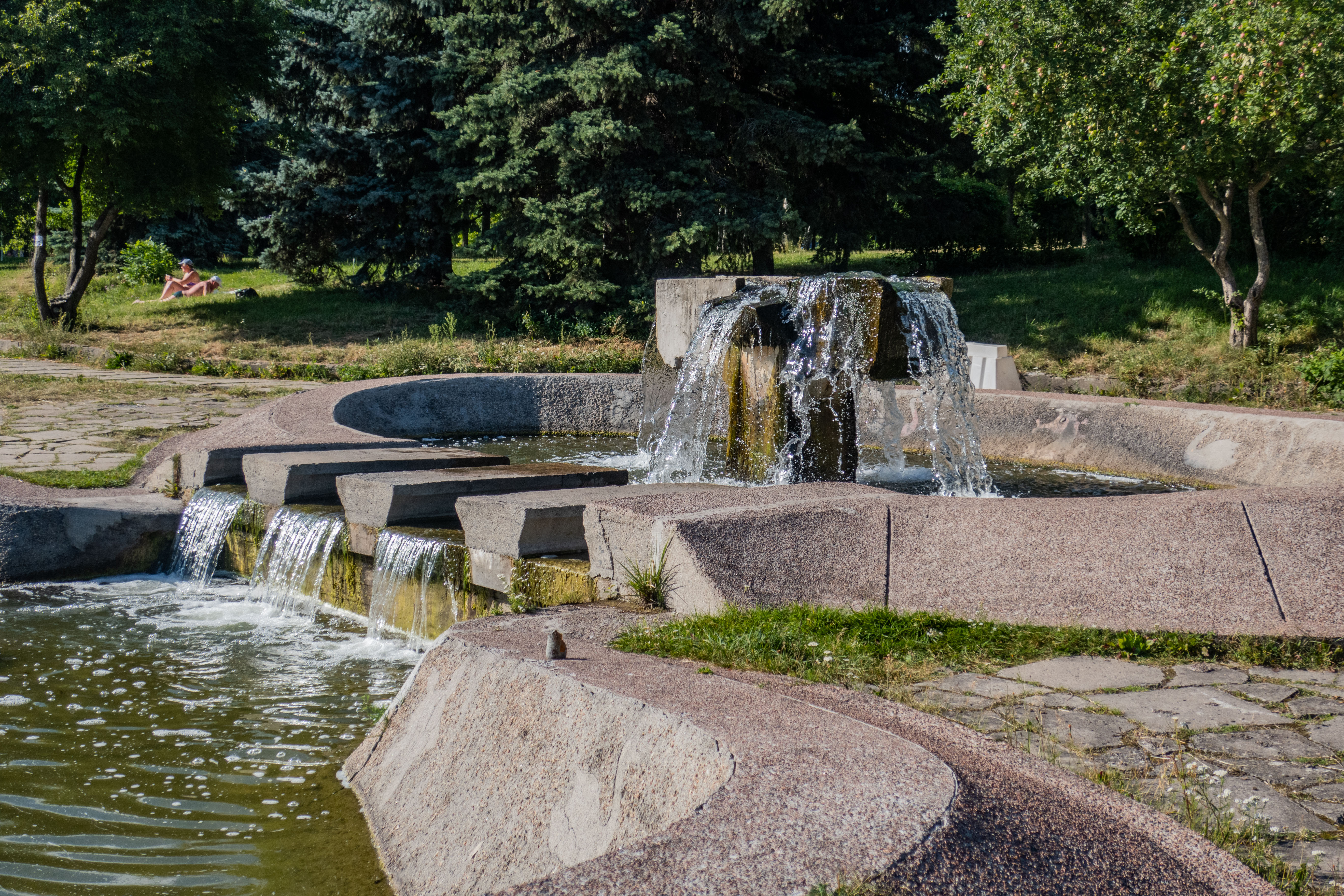
Фонтан и малые водопады в микрорайоне Зелёный Луг
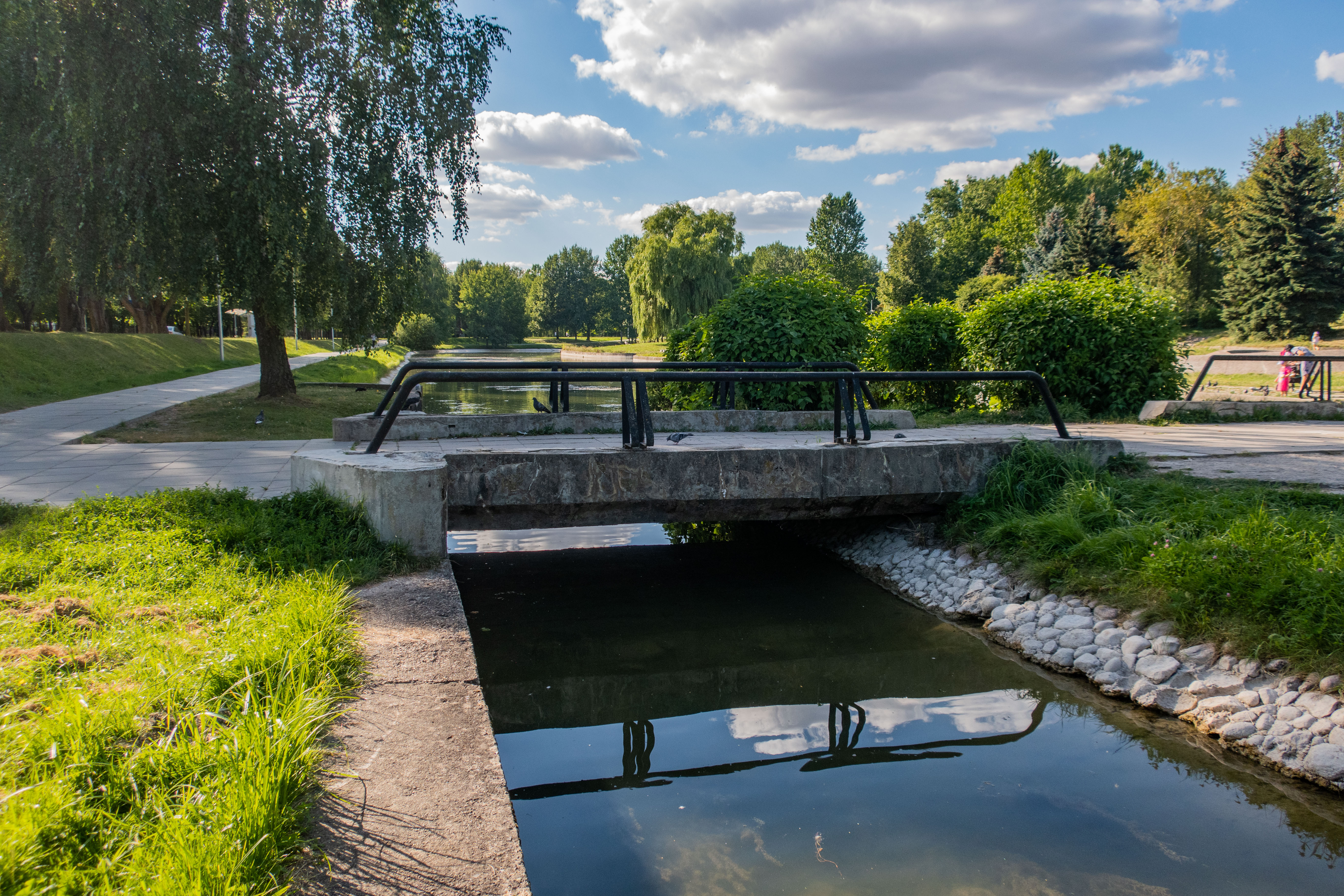
Один из пешеходных мостов
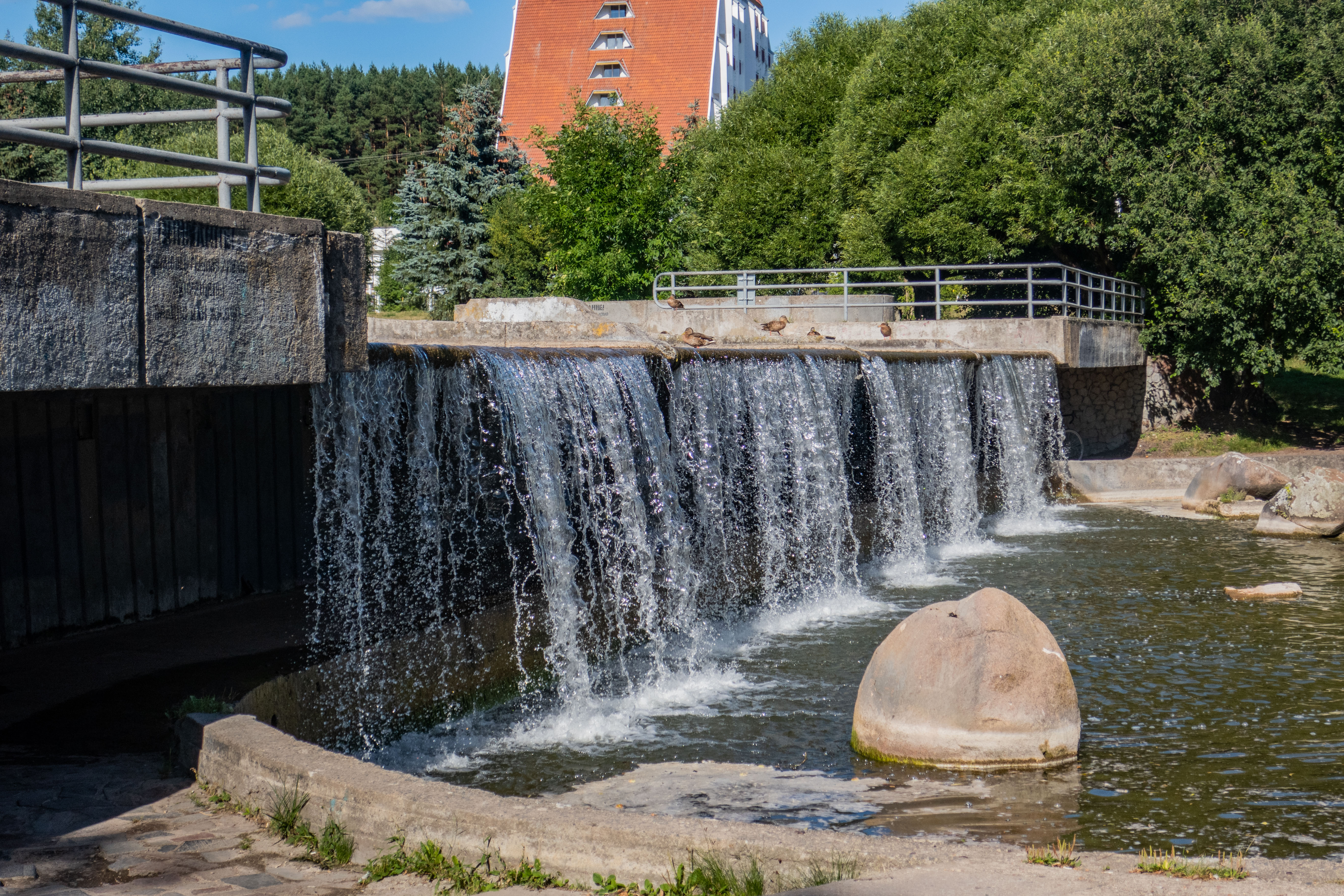
Водопад в микрорайоне Зелёный Луг
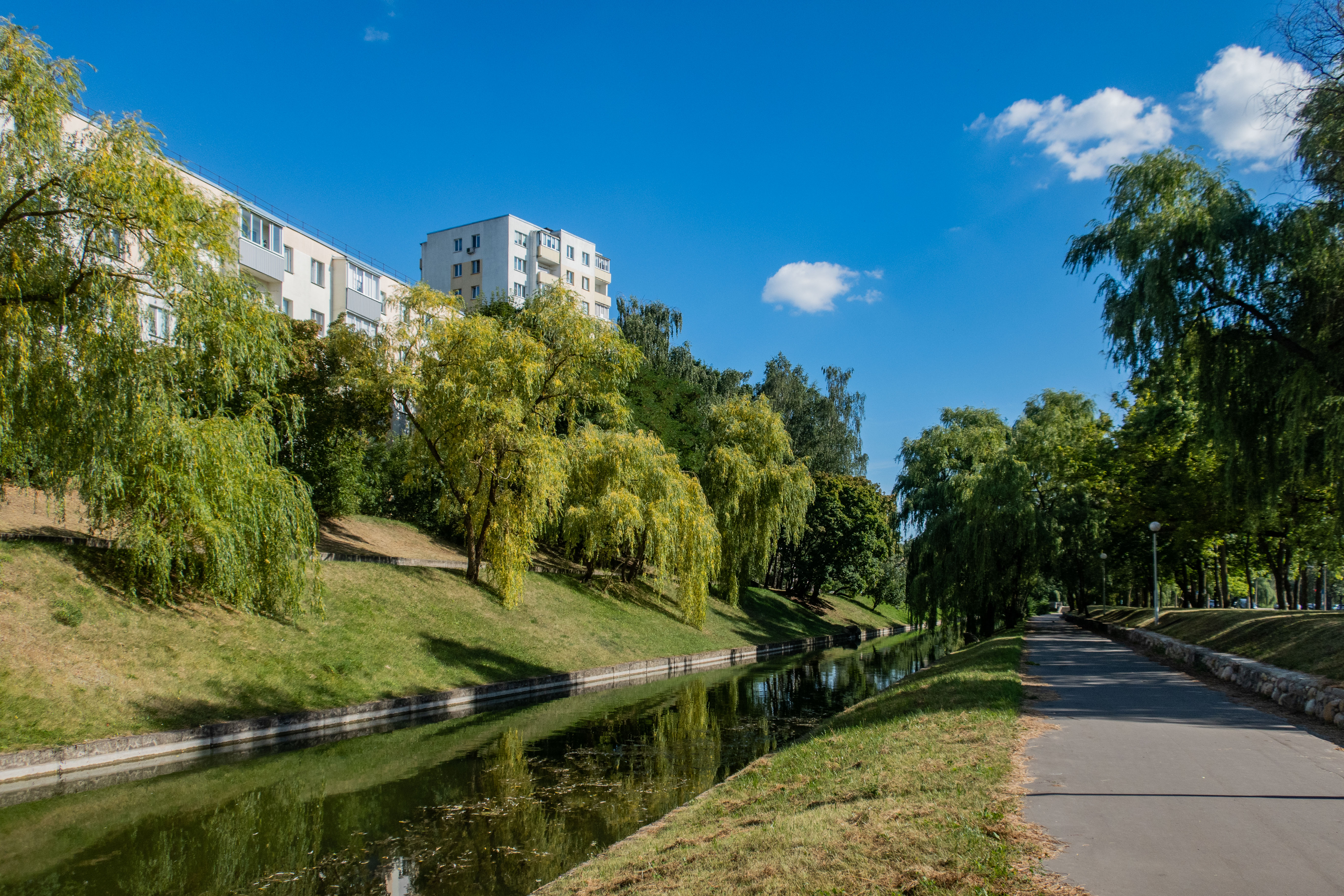
В микрорайоне Восток
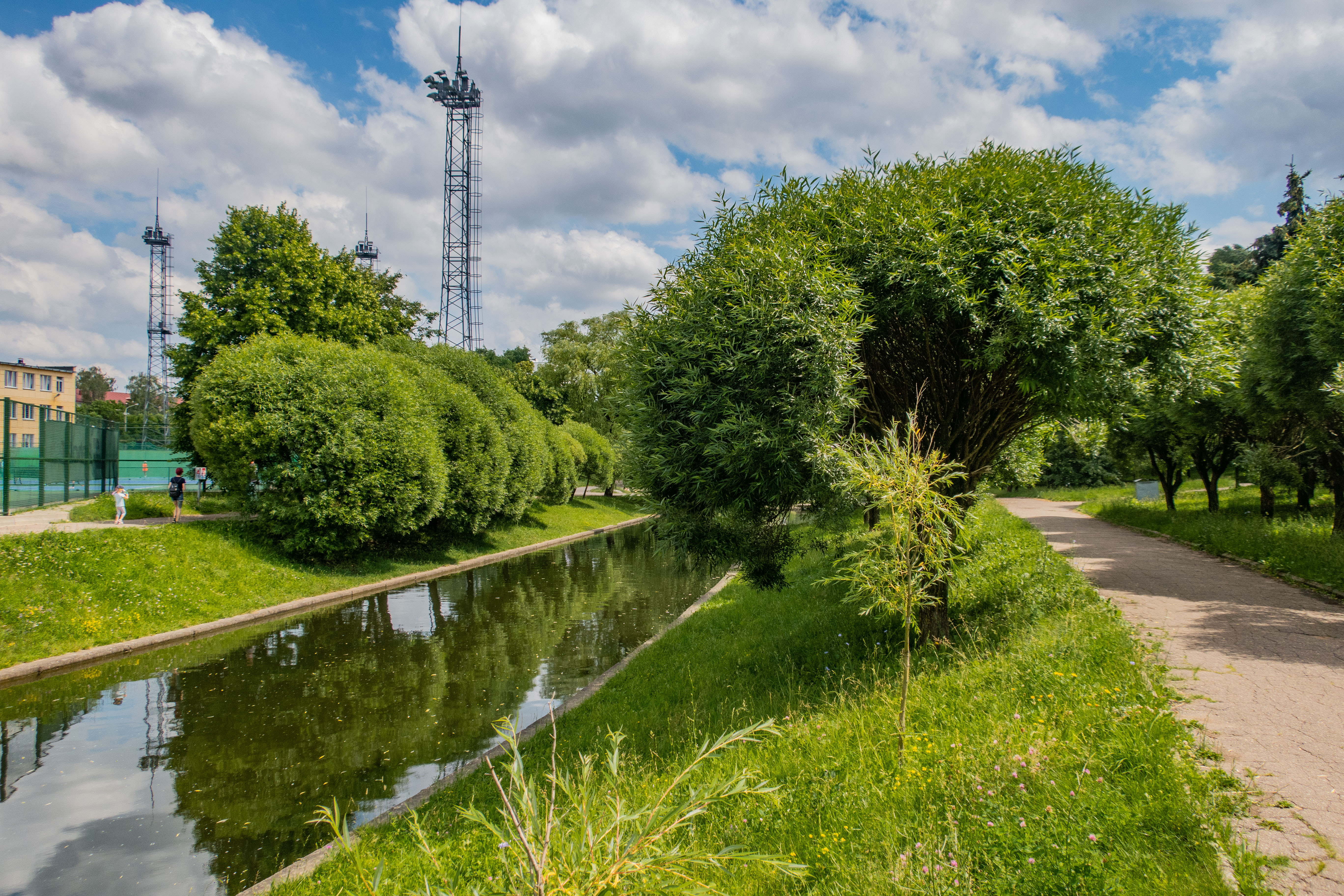
На участке за ул. Козлова
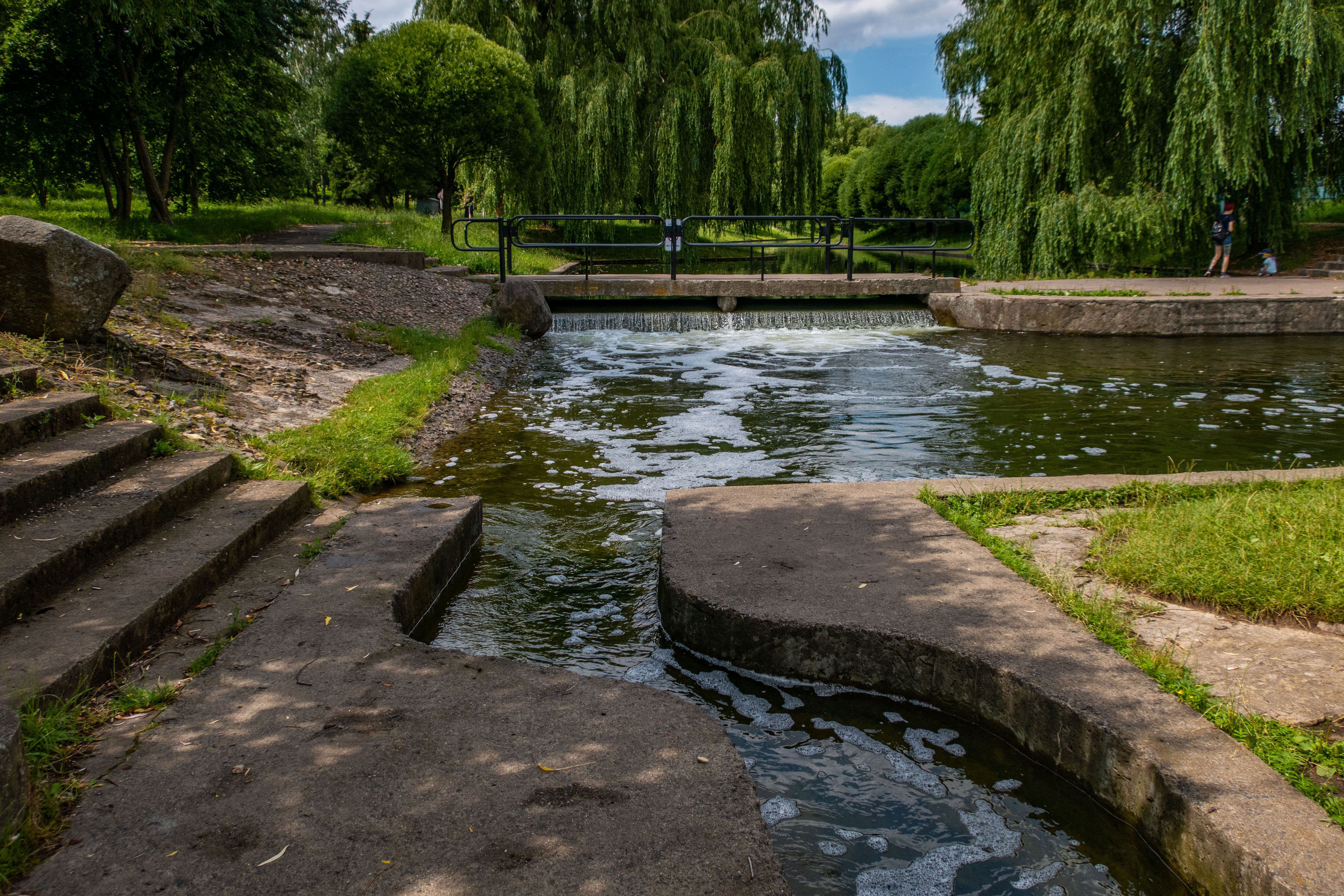
Миниатюрный водопад и искусственный остров, отделённый узким (~1 м) извилистым каналом
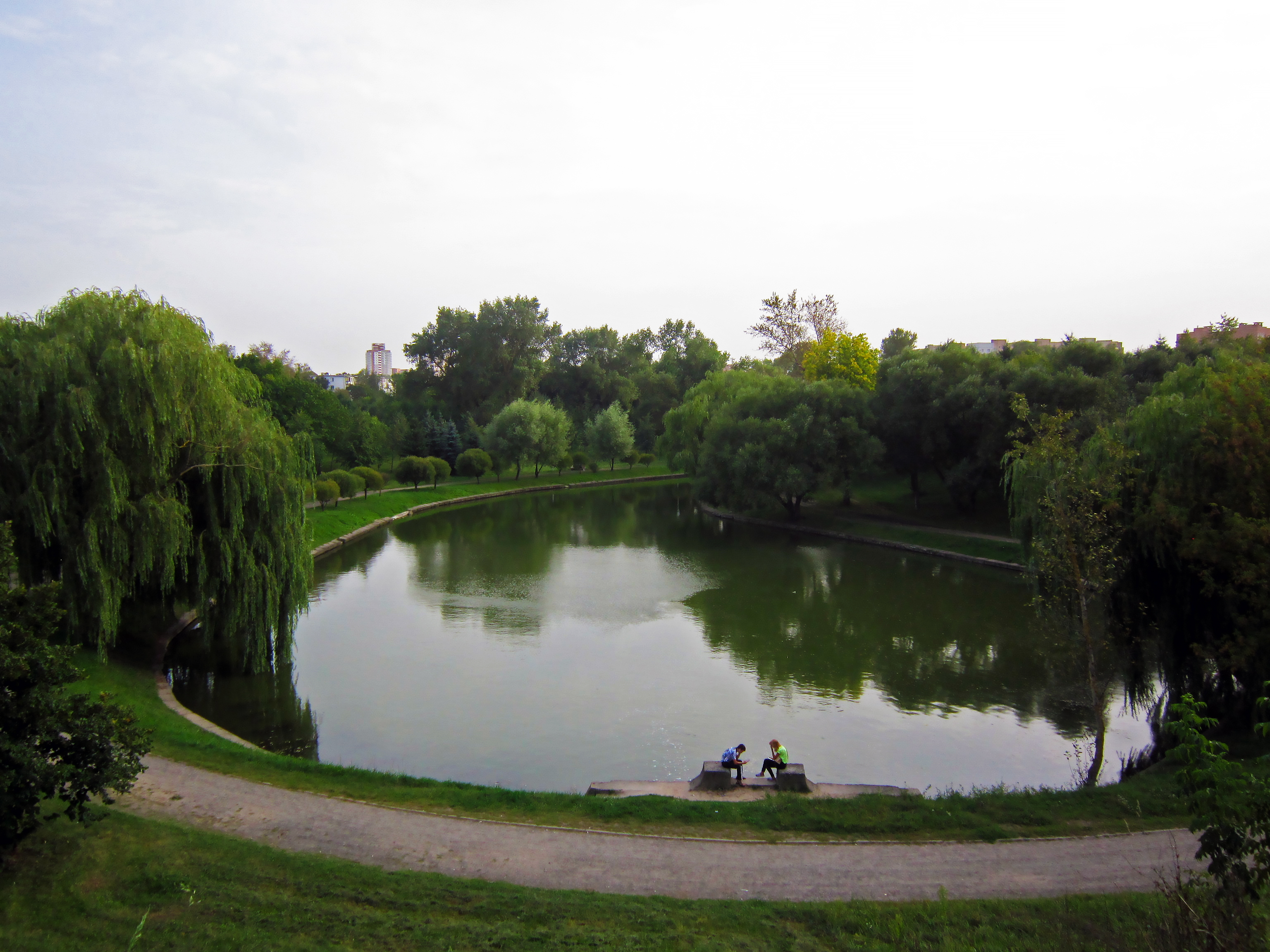
В Антоновском парке
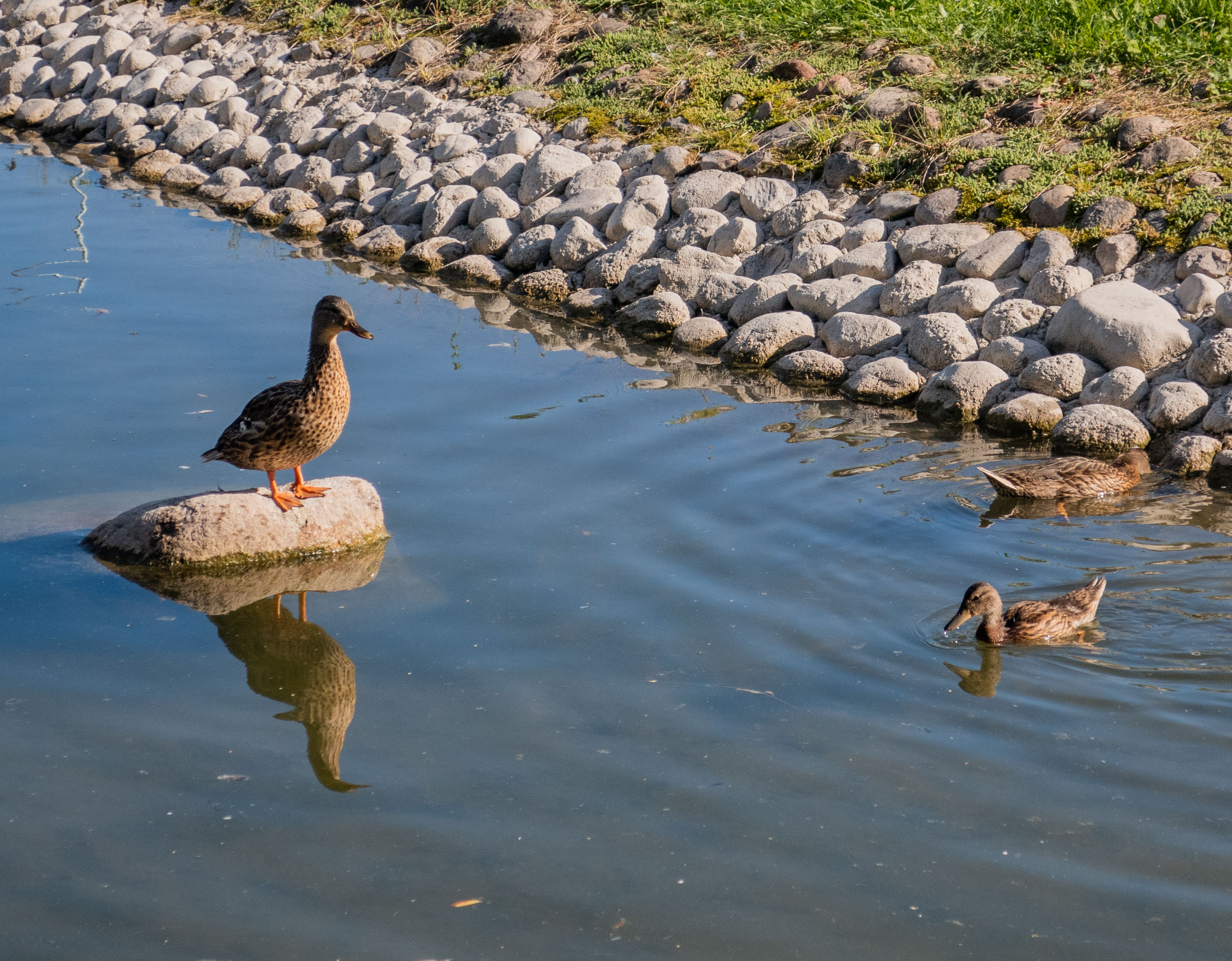
Утки